# Ihtiologija
Ihtiologija (iz grških ikhthu - ribe, logos - znanost) je veja zoologije, ki preučuje ribe. Ihtiologija vključuje študij rib hrustančnic, rib kostnic in brezčeljustnic (slednje sicer ne spadajo med ribe v ožjem pomenu besede). Danes je znanih in formalno opisanih okrog 32.000 vrst rib, kar je več kot vseh ostalih vrst vretenčarjev skupaj. Čeprav je verjetno večina vrst že znanih, v povprečju vsako leto znanstveniki opišejo 250 novih.
Ihtiologija je tesno povezana z morsko biologijo.